# Robert Kirkman
Robert Kirkman (Richmond, 30 november 1978) is een Amerikaanse comicschrijver, het meest bekend van zijn werk aan The Walking Dead, Invincible, Ultimate X-Men en Marvel Zombies. Hij heeft ook samengewerkt met Image Comics mede-oprichter Todd McFarlane voor de stripreeks Haunt. Hij is een van de vijf eigenaren van Image Comics.

## Carrière
Kirkmans eerst stripboek Battle Pope, een superheldparodie die hij samen heeft gemaakt met tekenaar Tony Moore, werd in 2000 gepubliceerd.
In 2003 begon Kirkman samen met Cory Walker de stripserie Invincible. In 2005 maakte Paramount Pictures bekend dat zij de rechten van de serie hadden opgekocht om er een speelfilm van te maken. Hierbij werd Kirkman ingehuurd om het scenario voor de film te schrijven. Kort na de lancering van de stripserie Invincible in 2003 begon Kirkman samen met Tony Moore met de stripserie The Walking Dead.
In juli 2008 werd Kirkman mede-eigenaar bij Image Comics, dit betekende dat er een einde kwam aan zijn freelance werkzaamheden bij Marvel Comics. Toch produceerde hij in 2009 voor Marvel Comics de 5-delige miniserie The Destroyer vol. 4.
In 2010 begon Kirkman met de productie van de televisieserie The Walking Dead, welke gebaseerd is op zijn stripserie. Kirkman schreef het script voor de vierde aflevering van de serie.
Op 29 februari 2012 werd Kirkman door zijn voormalige partner Tony Moore voor de rechter gedaagd. Tony Moore tekende 6 delen van stripserie The Walking Dead, waarna Kirkman en More besloten om uit elkaar te gaan vanwege een conflict. Na het conflict werden er 90 delen van de strip uitgebracht en bleek de serie een succes te zijn geworden. Moore kreeg het idee dat Kirkman hem had bedrogen bij het uitbetalen van royalty's van de strip en zijn deel van de tv-show opbrengsten. Daarop wilde  Moore de boekhouding inzien. Kirkman was het hier niet mee eens en daagde Moore hierop voor de rechter.
Op 24 september 2012 brachten de twee een gezamenlijke verklaring uit, waarin bekend werd gemaakt dat ze tot een schikking zijn gekomen.
Kirkman werkt momenteel aan een nieuwe strip waarbij gelijktijdig een televisieserie gaat verschijnen op Fox. Fox International Channels maakte begin maart 2013 deze samenwerking met Kirkman bekend.

### Vroeger werk
Titels gepubliceerd door Funk-O-Tron, Kirkman's eigen uitgeverij:
- Battle Pope #1–13 (met Tony Moore, Matt Roberts, Jonboy Meyers, Cory Walker en E. J. Su, 2000–2002)
- Battle Pope Presents: Saint Michael #1–3 (met Terry Stevens, 2001)

### Image Comics
Titels gepubliceerd door Image Comics:
- SuperPatriot:
  - SuperPatriot: America's Fighting Force #1–4 (met Cory Walker, 2002)
  - SuperPatriot: War on Terror #1–4 (met E. J. Su, 2004–2007)
- Tech Jacket #1–6 (met E. J. Su, 2002–2003)
- Invincible (met Cory Walker enRyan Ottley, 2003 - heden)
- Masters of the Universe #1–3
- Capes #1–3 (met Mark Englert, 2003)
- Tales of the Realm #1–5 (met Matt Tyree, 2003–2004)
- The Walking Dead (met Tony Moore en Charlie Adlard, 2003 - 2019)
- Noble Causes #2: "Rite of Passage" (met Cory Walker, 2004)
- Youngblood: Imperial (met Marat Mychaels, 2004)
- Savage Dragon: God War #1–4 (met Mark Englert, 2004–2005)
- Four Letter Worlds: "Blam" (met Matt Roberts, 2005)
- Image Holiday Special '05: "The Walking Dead" (met Charlie Adlard, 2005)
- Suprema: Supreme Sacrifice (met Jon Malin, 2006)
- The Astounding Wolf-Man (met Jason Howard, 2007–2010)
- Image United
- Sea Bear & Grizzly Shark: "The Origin of the Bear, and the Origin of the Shark" (met Jason Howard en Ryan Ottley, 2010)
- Guardians of the Globe #1–6 (met Benito J. Cereno III, Ransom Getty en Kris Anka, 2010–2011)
- Spawn #200: "Prologue"
- Outlaw Territory: "Man on a Horse: A Dawson Brothers Tale" (met Shaun O'Neil, 2011)
- Super Dinosaur #1- (met Jason Howard, 2011 - heden)
- The Infinite #1-4 (met Rob Liefeld, 2011)
- Thief of Thieves #1- (medeschrijver, 2012 – heden)

### Marvel Comics
Titels gepubliceerd door Marvel Comics:
- Epic Anthology: "Sleepwalker: New Beginnings" (met Khary Randolph, 2004)
- X-Men Unlimited #2: "All the Rage" (met Takeshi Miyazawa, 2004)
- Spider-Man Unlimited #4: "Love Withdrawal" (met Cory Walker, 2004)
- Captain America #29–32: "Super Patriot" met Scot Eaton, 2004)
- Jubilee #1–6 (met Derec Donovan, 2004)
- Marvel Team-Up (met Scott Kolins, Jeff Johnson, Paco Medina, Cory Walker, Andy Kuhn en Roger Cruz, 2005–2007)
- Fantastic Four: Foes #1–6 (met Cliff Rathburn, 2005)
- Amazing Fantasy #15: "Monstro" (met Khary Randolph, 2006)
- What If?.. featuring Thor (met Michael Avon Oeming, 2006)
- Marvel Zombies:
- Ultimate X-Men #66–93, Annual No. 2
- New Avengers: America Supports You: "Time Trouble" (met Alex Chung en Scott Hepburn, 2006)
- The Irredeemable Ant-Man (met Phil Hester en Cory Walker, 2006–2007)
- Destroyer #1–5 (met Cory Walker, 2009)
- X-Force Annual No. 1 (met Jason Pearson, 2010)

### Andere publicaties
Titels gepubliceerd door verschillende Amerikaanse uitgevers:
- 9-11 vol.1: "Untitled" (met Tony Moore, 2002)
- Top Cow: Hardcore (2012-heden)
- Tales of Army of Darkness: "Weekend Off" (met Ryan Ottley, 2006)
- The Walking Dead: Rise of the Governor (met Jay Bonansinga, 2011)
- The Walking Dead: The Road to Woodbury (met Jay Bonansinga, 2012)

- Bibsys: 2048143
- Biblioteca Nacional de España: XX1682397
- Bibliothèque nationale de France: cb14541201j (data)
- CiNii: DA18281180
- Gemeinsame Normdatei: 1024712877
- International Standard Name Identifier: 0000 0001 0878 6448
- Library of Congress Control Number: nb2006006319
- MusicBrainz: 7c8b71b8-5202-4195-9e7d-f2141949a919
- Bibliotheek van het Japanse parlement: 001100866
- Nationale Bibliotheek van Tsjechië: kv2010540407
- Nationale bibliotheek van Australië: 40684493
- Nationale Bibliotheek van Israël: 987007526124805171
- Nationale Bibliotheek van Polen: a0000002946250
- Nederlandse Thesaurus van Auteursnamen: 329703951
- LIBRIS: 379779
- Système universitaire de documentation: 155670115
- Trove: 1448943
- Virtual International Authority File: 22380304
- WorldCat: E39PBJc7QqhBxhKhC7vgHT9FKd